# Football participatif
 (octobre 2008).
Si vous disposez d'ouvrages ou d'articles de référence ou si vous connaissez des sites web de qualité traitant du thème abordé ici, merci de compléter l'article en donnant les références utiles à sa vérifiabilité et en les liant à la section « Notes et références ».
Le football participatif ou football web 2.0 est un moyen pour les supporters de se réapproprier leurs clubs via le Web, qui offre des possibilités quasi illimitées en termes d’interactions pour les supporters envers les différentes autres familles d'un club de football (dirigeants, staff technique, staff médical, joueurs, bénévoles) ainsi que pour les supporters entre eux.

## Historique
Il existe et ou a existé plusieurs projets de football participatif dans le monde, aboutis ou en cours de réalisation.

### Monde
Les deux projets les plus connus dans le monde sont les suivants :
My Football Club
Le site web officiel de My Football Club permet aux supporters de cogérer le Ebbsfleet United F.C, un club de football basé dans les villes de Gravesend et Northfleet en Angleterre.
Gravesend et Northfleet sont situées dans le district (arrondissement) de Gravesham, dans le comté (département) du Kent au sein de la région d’Angleterre du Sud-Est.
Web 2 Sport
Le site web officiel de Web 2 Sport permet aux supporters de cogérer l’Hapoel Kiriat Shalom F.C, un club de football basé dans la ville de Tel Aviv en Israël.

### France
Web F.C 
En France, un premier projet de football participatif basé sur la gérance de l'effectif de l'équipe fanion d'un club amateur nommé Web F.C et basé à Fleury-sur-Orne, ville limitrophe de Caen , a vu le jour en 2002 sous l'impulsion de Frédéric Gauquelin, professeur d'E.P.S et ce fut finalement le seul projet véritablement participatif et unique et véritablement concrètement avec un véritable pouvoir décisionnel collectif des internautes des systèmes tactique et des compositions d’équipe et avec un véritable aboutissement et fonctionnement régulier et même pendant plusieurs années, et avec même pour ultime prouesse et récompense, la possibilité de jouer la montée en élite départementale pour l’équipe fanion dirigée par les internautes surnommés entraînautes par le Web F.C.  Seulement depuis 2009 il n'y a plus trace du Web F.C et de son site web officiel sur le Web. 
En 2017, Frédéric Gauquelin se lance dans une nouvelle tentative en créant United Managers sur le même principe que le WFC et toujours du côté de Caen.
Cmonclubdefoot
Le site web officiel de Cmonclubdefoot a proposé, en échange d'une cotisation annuelle de 50 €, de pouvoir disposer de certains avantages au sein d'un club d’une ville nouvelle de la région parisienne, Sénart, dont l'équipe fanion évolue ou évoluait en National 2.
Les représentants de Cmonclubdefoot annoncent lors du mois d'avril 2009 avoir trouvé un accord avec l'U.S Sénart / Moissy-Cramayel pour rentrer dans le capital de la S.A.S.P du club et au bout d’environ une année le projet disparaîtra sans véritable concrétisation et sans véritables grandes lignes directrices , autres que devenir actionnaire de la S.A.S.P , et ou fédératrices.
We Have a Dream
Le site web officiel de l'agence web We Have a Dream a proposé, en échange d'une cotisation annuelle de 20 €, de pouvoir disposer de certains avantages au sein du club de l'UJA Paris, ainsi que le pouvoir d'élire un représentant au conseil d'administration de ce club de football francilien.
Les membres cotisants du site web, We Have a Dream, avec un seul représentant au conseil d'administration de l'UJA Paris, n'ayant aucun pouvoir sur l'identité et la destinée du club, ne peuvent être considérés comme des Socios. Le site web officiel a rapidement disparu avec le projet.
Groupe 365 / Groupe Sporever
Le Groupe 365 (appartenant au Groupe Sporever) par le biais de l'un de ses sites web à objet sportif, Football365.fr, a proposé, en échange d'une cotisation annuelle de 10 €, de pouvoir suivre le quotidien de l'équipe fanion de l'A.S Ararat Issy, un club de football basé dans la ville d'Issy-les-Moulineaux.
Les internautes ayant cotisé peuvent notamment voter chaque semaine pour le meilleur joueur de l'équipe fanion et lui faire bénéficier d'une double prime.
Les membres cotisants de l'A.S Ararat Issy, via Football365.fr, n'ayant aucun représentant au conseil d'administration du club et n'ayant donc aucun pouvoir sur l'identité du club (mais seulement un très faible pouvoir sur le plan sportif via l'équipe fanion), ne peuvent être considérés comme des Socios.
Après avoir été partenaires pendant une saison, le club et le site web ont stoppé leur collaboration et l'utilisation du football participatif en septembre 2009.
Paris Banlieue Sud
L'association Paris Banlieue Sud a proposé, sur son site web officiel, en échange d'une cotisation annuelle de 30 €, de pouvoir disposer de certains avantages et pouvoirs au sein du Paris Banlieue Sud F.C, un club de football qui sera formé par l'association à partir de la reprise d'un club (deux clubs s'il y a fusion) situé en banlieue sud francilienne et dont l'équipe fanion évoluera soit en D.H, soit en C.F.A 2 soit en C.F.A. L'association Paris Banlieue Sud est une association loi 1901.
L'association Paris Banlieue Sud dispose, selon ses fondateurs, du projet le plus clair et le plus complet qui soit parmi les quatre projets de football participatif français. Qui plus est, il semblerait bien aussi que ce soit le seul pouvant se permettre d'employer le terme "Socios" étant le seul à proposer aux membres cotisants, des avantages conséquents mais surtout de vrais pouvoirs sur la destinée de leur club.
Le système des Socios est surtout connu pour être employé depuis des décennies en Espagne, au Real Madrid FC ou au FC Barcelone notamment. En Allemagne, un club de la ville de Hambourg, le FC Sankt-Pauli fonctionne également avec ce système.
Les responsables de l'association Paris Banlieue Sud ont annoncé, le lundi 27 octobre 2008, avoir entamé des négociations avec le club de l'US Palaiseau Football, après que les Socios (membres cotisants) aient pu choisir, parmi quatre projets d'implantation du Paris Banlieue Sud F.C présélectionnés par "PBS", un projet s'articulant autour de la zone urbaine de Massy / Palaiseau.
La zone urbaine de Massy / Palaiseau est, sur les plans économique et démographique, l'une des plus importantes de toute la banlieue sud francilienne, si ce n'est la plus importante.
Si un projet de fusion de plusieurs clubs la zone urbaine de Massy / Palaiseau était envisagé au départ, il fut finalement reporté d’ici à quelques années devant le peu de temps à disposition pour réaliser l’entreprise, l’association Paris Banlieue Sud ayant décidé de se concentrer sur la reprise de l’U.S Palaiseau Football, le club phare de la zone urbaine de Massy / Palaiseau devant le C.O Les Ulis Football, le F.C Massy 91 et l’E.S Longjumeau Football notamment.
Ce club, formateur de quelques grands joueurs comme Thierry Henry ou Jean-Alain Boumsong, possédait une équipe fanion ambitieuse ayant disputé les 32es de finale de la Coupe de France en 2007 et évoluant depuis lors en élite régionale (D.H), elle aurait pu viser la montée au sein du premier échelon national (C.F.A 2) à partir de la 2009/2010.
Après avoir quasiment obtenu l'accord des dirigeants du club et le soutien des collectivités locales, l'association Paris Banlieue Sud a été contrainte à sa dissolution en septembre 2009 après l'arrêt de ses projets faisant suite au non-maintien de l'équipe fanion de l'U.S Palaiseau Football en élite régionale lors de la dernière journée du championnat de D.H - Paris / Île-de-France.
Boladream
Disponible sur tous les supports numériques, Boladream est une expérience unique de football participatif. L’utilisateur Boladream peut devenir le Manager de vrais clubs de football. Les Managers Boladream peuvent ainsi agir sur le volet sportif d’un match de football : choix des titulaires, choix des remplaçants et choix de la tactique. Grâce au « voting » et au « crowdfunding », ils peuvent également prendre part aux décisions stratégiques du club et l’aider à financer ses projets.
Boladream propose différents outils d’aide à la prise de décision, notamment :
- La vidéo live des matchs
- Les statistiques live
- Le débriefing des entrainements
- Toutes les informations sur le club : classement, calendrier, effectif...

Le premier club partenaire de Boladream est le doyen des clubs de football amateur. Créé en 1876 par des anglais, le Bordeaux Athletic Club (B.A.C) est ainsi parfaitement légitime car l’histoire du football en France s’est construite avec ce club.